# Классический радиус электрона
Класси́ческий ра́диус электро́на, также известный как радиус Лоренца или длина томсоновского рассеяния, базируется на классической релятивистской модели электрона, в которой предполагается, что вся масса электрона имеет электромагнитную природу, то есть масса электрона, умноженная на квадрат скорости света, равна энергии создаваемого им электрического поля. При этом электрон представляется сферической частицей с определённым радиусом, поскольку при нулевом радиусе энергия созданного электроном поля была бы бесконечной.
{\displaystyle r_{0}={\frac {1}{4\pi \varepsilon _{0}}}{\frac {e^{2}}{m_{0}c^{2}}}} = 2,8179403267(27) ⋅10-15 м,
где e и m0 есть электрический заряд и масса электрона, c — скорость света, а {\displaystyle \varepsilon _{0}} — диэлектрическая постоянная.
Классический радиус электрона равен радиусу полой сферы, на которой равномерно распределён заряд, если этот заряд равен заряду электрона, а потенциальная энергия электростатического поля {\displaystyle U_{0}\ } полностью эквивалентна половине массы электрона, умноженной на квадрат скорости света (без учета квантовых эффектов):
{\displaystyle U_{0}={\frac {1}{2}}{\frac {1}{4\pi \varepsilon _{0}}}\cdot {\frac {e^{2}}{r_{0}}}={\frac {1}{2}}m_{0}c^{2}}.

## Дифференцирование
Классическая шкала длины радиуса электрона может быть мотивирована рассмотрением энергии, необходимой для сборки количества заряда {\displaystyle q} в сферу заданного радиуса {\displaystyle r}.
Электростатический потенциал на расстоянии {\displaystyle r} от заряда {\displaystyle q} равен
{\displaystyle V(r)={\frac {1}{4\pi \varepsilon _{0}}}{\frac {q}{r}}}.
Чтобы вывести дополнительное количество заряда {\displaystyle dq} из бесконечности, необходимо вложить в систему энергию {\displaystyle dU} которая равна
{\displaystyle dU=V(r)dq}.
Если «предполагается», что сфера имеет постоянную плотность заряда {\displaystyle \rho }, то
{\displaystyle q=\rho {\frac {4}{3}}\pi r^{3}} и {\displaystyle dq=\rho 4\pi r^{2}dr}.
Выполнение интегрирования для {\displaystyle r}, начиная с нуля до конечного радиуса {\displaystyle r}, приводит к выражению для суммарнаю энергии {\displaystyle U}, необходимой для сборки полного заряда {\displaystyle q} в однородную сферу радиуса {\displaystyle r}:
{\displaystyle U={\frac {1}{4\pi \varepsilon _{0}}}{\frac {3}{5}}{\frac {q^{2}}{r}}}.
Это называется электростатической собственной энергией объекта. Заряд {\displaystyle q} теперь интерпретируется как заряд электрона {\displaystyle e}; энергия {\displaystyle U} устанавливается равной релятивистской масс-энергии электрона {\displaystyle mc^{2}}; числовой коэффициент 3/5 игнорируется как специфический для частного случая однородной плотности заряда. Затем радиус {\displaystyle r} «определяется» как классический радиус электрона {\displaystyle r_{\text{e}}} и мы приходим к выражению приведенному выше.
Дифференцирование не говорит, что {\displaystyle r_{\text{e}}} это фактический радиус электрона. Оно только устанавливает пространственную связь между электростатической собственной энергией и масштабом массы-энергии электрона.

## Связь с другими фундаментальными длинами
Сегодня классический радиус электрона рассматривается как классический предел для размеров электрона, которая используется при рассмотрении нерелятивистского рассеяния Томсона, а также в релятивистской формуле Клейна — Нишины. Классический радиус электрона является представителем тройки фундаментальных длин; две другие из этой тройки -  боровский радиус ({\displaystyle a_{B}}) и комптоновская длина волны электрона
{\displaystyle \lambda _{0}=h/m_{0}c.\ }
Учитывая постоянную тонкой структуры α, классический радиус электрона можно переписать в форме:
{\displaystyle r_{0}=\alpha \lambda _{0}/2\pi =\alpha \lambda _{0\pi },\ }
где {\displaystyle \lambda _{0\pi }=\lambda _{0}/2\pi } — приведённая комптоновская длина волны электрона. Через длину классического радиуса электрона можно выразить комптоновскую длину волны электрона
{\displaystyle \lambda _{0\pi }=r_{0}/\alpha \ }
и боровский радиус:
{\displaystyle a_{B}=r_{0}/\alpha ^{2}.\ }
Если рассматривать радиус протона 0,8768 фемтометра(CODATA-2006) ,то радиус электрона в 3.21 раза больше радиуса протона.
Отсюда радиус электрона равен: 2,814528 фемтометра (2017-02-04)
Существование постоянной {\displaystyle r_{0},} однако, не означает, что это настоящий радиус электрона. На таких расстояниях действуют законы квантовой механики, в которой электрон рассматривается как точечная частица.